# البستان، حماة
البستان (به عربی: البستان) یک روستا در سوریه است که در ناحیه مرکزی مصیاف واقع شده‌است. البستان ۲٬۱۷۵ نفر جمعیت دارد.